# درند (رباطات)
درند (بالفارسية: درند) هي قرية تقع في إيران في قسم رباطات الريفي. يقدر عدد سكانها بـ 200 نسمة .